# Castillo de Brough

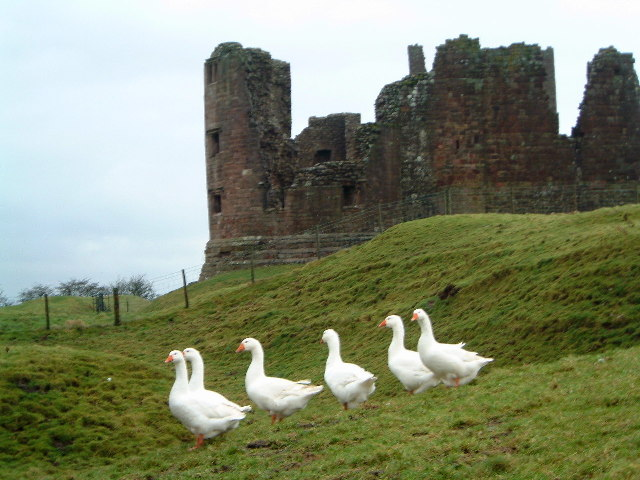

El castillo de Brough es un castillo en ruinas en el pueblo de Brough, Cumbria, Inglaterra. Está catalogado como monumento por el English Heritage.

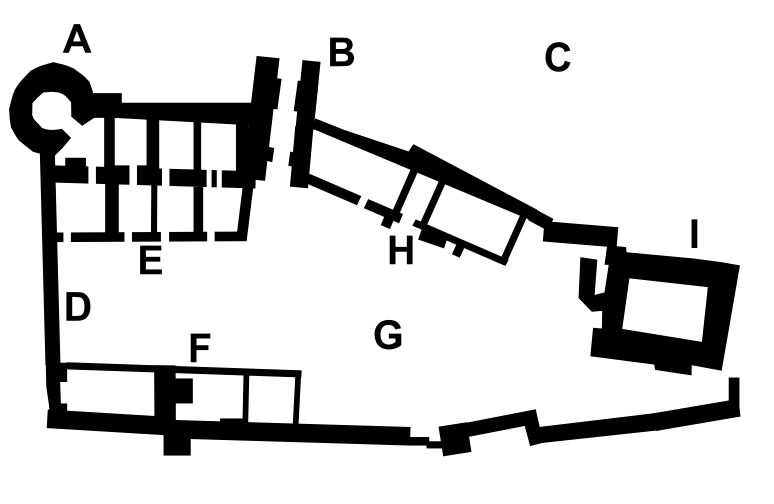
Planta del castillo: A - la torre de Clifford; B - portal de ingreso; C - resto del castro romano; D - sitio de la sala del ; E - cuartos interiores y exteriores; F - cocina, horno y lugar para preparar cerveza; G - muralla; H - establos; I - guardia

## Historia

### Origen
El castillo fue construido por Guillermo II de Inglaterra alrededor de 1092 dentro del viejo castrum romano de Verterae para proteger una ruta clave a través de los Montes Peninos. Brough. Estuvo ocupado hasta el siglo V. 
Inicialmente fue una mota castral. La iglesia del pueblo de Brough fue creada junto al castillo casi al mismo tiempo,como parte del plan de colonización de los normandos.
El castillo fue atacado y destruido por los escoceses al mando de Guillermo I de Escocia en 1174 durante la revuelta contra Enrique II. Después de la guerra, una torre del homenaje fue construida por Theobald de Valoignes y Hugo de Morville reconstruyó los restos del castillo.

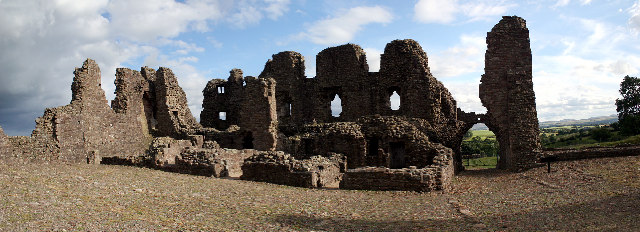
Ruinas del castillo vistas desde el patio

### Los Vieuxpont

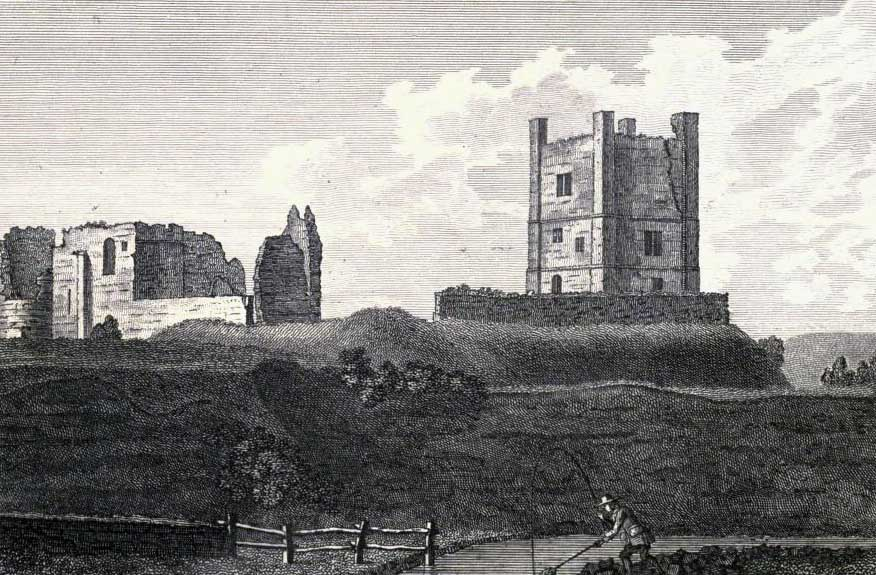
El Castillo de Brough, 1775

Thomas de Wyrkington entre 1199 y 1202 convirtió el castillo enteramente en piedra para el rey Juan I. Este rey concedió el señorío de Westmoreland, incluyendo Brough, a Robert de Vieuxpont en 1203. Robert amplió el castillo para ejercer su autoridad sobre la región, donde competía por control con otros miembros de su familia extendida. En 1206, el rey confió brevemente a su sobrina cautiva Eleanor a la custodia de Robert quien murió en 1228, dejando deudas sustanciales a la Corona y el castillo pasó a su hijo joven, John. El guardián de su hijo, Hubert de Burgh designó al Prior de Carlisle para ocuparse de la propiedad y el castillo cayó en la ruina. John murió apoyar a los rebeldes durante la segunda guerra de los Barones entre 1264 y 1267 y sus tierras fueron divididas entre sus dos hijas, Isabel y Idonea. Isabel de Vieuxpont heredó Brough y las propiedades orientales.

### Los Clifford
Enrique III entregó las tierras Roger de Clifford con quien casaron a Isabel. Así, los Clifford unieron sus propiedades con las de los Vieuxpont en 1333 y controlaron el valle del río Eden a través de sus castillos en Appleby, Brougham, Pendragon y Brough.
Robert Clifford mejoró las defensas, reconstruyendo la pared del este y construyendo una sala nueva, junto a sus apartamentos qué estuvo localizada en una torre circular nueva, la torre de Clifford. Estos apartamentos pueden haber sido similares a aquellos que sobreviven en el Castillo de Appleby, también construido por Robert.
En 1380 Roger, quinto barón de Clifford, mejora las defensas, reconstruye la pared del sur y mejora los alojamientos. Con la excepción de la torre de Clifford, estas renovaciones reflejaban el estilo arquitectónico popular de castillos del norte de Inglaterra en ese tiempo, acentuando torres y líneas cuadradas en lugar de las formas más redondas que predominaban en el sur.
El portal de ingreso fue reforzado con arbotantes y se construyó un patio adicional alrededor de 1450, posiblemente por Thomas Clifford. Durante las Guerras de las Dos Rosas entre las casas rivales de Lancaster y de York, Clifford apoyó a los primeros. Thomas murió en 1455, seguido por su hijo John en 1461; Brough fue temporalmente tomado por los Yorks, hasta que, a Henry, hijo de John, le fueron restituidas sus tierras en 1485 por el rey Enrique VII.
En 1521, Henry Clifford realizó un festín de Navidad en el castillo, después de lo cual un incendio importante destruyó la propiedad. El castillo quedó abandonado hasta que Lady Anne Clifford, una importante terrateniente restauró la propiedad entre 1659 y 1661, utilizándolo como una de sus residencias en el norte del país, durante los años del Protectorado después de la revolución inglesa. A pesar de que Lady Clifford era realista estaba protegida por poderosos amigos dentro del Parlamento por lo que fue capaz de disfrutar de sus propiedades libremente.
A pesar de que ella estaba familiarizada con estilos contemporáneos prefirió hacer un trabajo de restauración tradicional, intentando intencionadamente recrear las características del siglo XII. Rebautizó a Brough como la Torre Romana, en la creencia de que había sido construido por los romanos.
En 1666 hubo otro incendio, y una vez el castillo fue inhabitable y Anne ya no lo restauró. La hija de Anne, Margaret, se casó con John Tufton, Conde de Thanet. El hijo de ellos, Thomas, vació el castillo alrededor de 1695 para apoyar la reconstrucción del Castillo de Appleby. El mobiliario fue vendido en 1714 y en 1763 y las piedras de la torre de Clifford fueron extraídas para la construcción del Molino de Brough; el castillo fue posteriormente abandonado. Así comenzó a declinar hasta que finalmente colapsó alrededor de 1800.

### sigloXXy actualidad
En 1921, el castillo fue entregado al Estado y ahora está catalogado dentro de la lista de English Heritage como edificio listado y monumento planificado. Se realizaron excavaciones arqueológicas iniciales en el sitio en 1925, y también en 1970-71, 1993, 2007 y 2009. La erosión continúa ser una amenaza para la albañilería del castillo. En la actualidad el castillo forma parte del circuito turístico denominado Lady Anne's Way.